# Prvenstvo Hrvatske u vaterpolu za žene 2017.
Prvenstvo Hrvatske u vaterpolu za žene za sezonu 2017. je osvojila Mladost iz Zagreba.

## Prva HVL za žene

### Sudionici
- Jug, Dubrovnik
- Primorje EB, Rijeka
- Suzuki Bura, Split
- Viktoria, Šibenik
- Mladost, Zagreb

### Ligaški dio
Ljestvica
| mj | klub        | ut | pob | ner | por | gol+ | gol- | bod |             |
| -- | ----------- | -- | --- | --- | --- | ---- | ---- | --- | ----------- |
| 1. | Mladost     | 8  | 7   | 1   | 0   | 113  | 42   | 22  | doigravanje |
| 2. | Suzuki Bura | 8  | 6   | 1   | 1   | 134  | 55   | 19  | doigravanje |
| 3. | Primorje EB | 8  | 4   | 0   | 4   | 69   | 47   | 12  | doigravanje |
| 4. | Viktorija   | 8  | 2   | 0   | 6   | 55   | 89   | 6   | doigravanje |
| 5. | Jug         | 8  | 0   | 0   | 8   | 49   | 187  | 0   |             |

Rezultatska križaljka

podebljan rezultat - igrano od 1. do 5. kola) 
 
rezultat normalne debljine - igrano od 6. do 10. kola

| kratica | klub        | JUG  | MLA  | PRI  | SUB   | VIK  |
| ------- | ----------- | ---- | ---- | ---- | ----- | ---- |
| JUG     | Jug         |      | 8:23 | 2:13 | 7:27  | 8:15 |
| MLA     | Mladost     | 28:7 |      | 7:4  | 11:10 | 12:3 |
| PRI     | Primorje EB | 20:3 | 3:7  |      | 6:11  | 9:2  |
| SUB     | Suzuki Bura | 42:8 | 6:6  | 12:5 |       | 15:8 |
| VIK     | Viktorija   | 19:6 | 1:19 | 3:9  | 4:11  |      |

### Doigravanje
| klub1         | p-p           | klub2         | 1. ut         | 2. ut         | 3. ut         |
| poluzavršnica | poluzavršnica | poluzavršnica | poluzavršnica | poluzavršnica | poluzavršnica |
| ------------- | ------------- | ------------- | ------------- | ------------- | ------------- |
| Mladost       | 2-0           | Viktorija     | 11:3          | 13:1          |               |
| Suzuki Bura   | 2-0           | Primorje EB   | 8:4           | 11:10         |               |
|               |               |               |               |               |               |
| za 3. mjesto  |               |               |               |               |               |
| Primorje      | 2-0           | Viktorija     | 12:5          | 12:4          |               |
|               |               |               |               |               |               |
| za prvaka     |               |               |               |               |               |
| Mladost       | 2-0           | Suzuki Bura   | 8:6           | 6:4           |               |

### Najbolji strijelci
| golova | igračica       | klub        |
| ------ | -------------- | ----------- |
| 39     | Domina Butić   | Suzuki Bura |
| 36     | Ivana Butić    | Suzuki Bura |
| 30     | Lea Saftić     | Primorje EB |
| 28     | Matea Galić    | Viktoria    |
| 23     | Petra Bukić    | Mladost     |
| 22     | Dina Lordan    | Mladost     |
| 21     | Matea Skelin   | Mladost     |
| 17     | Glorija Badžim | Viktoria    |
| 15     | Tereza Balić   | Suzuki Bura |
| 15     | Emmi Miljković | Primorje EB |
| 14     | Leonarda Pavić | Suzuki Bura |
| 13     | Bruna Barišić  | Suzuki Bura |
| 12     | Martina Nadilo | Jug         |
| 11     | Lidija Crnički | Mladost     |
| 10     | Lea Gegić      | Mladost     |
| 10     | Julija Božan   | Suzuki Bura |

## Vanjske poveznice
- Hrvatski vaterpolski savez